# اورماس رینسالو

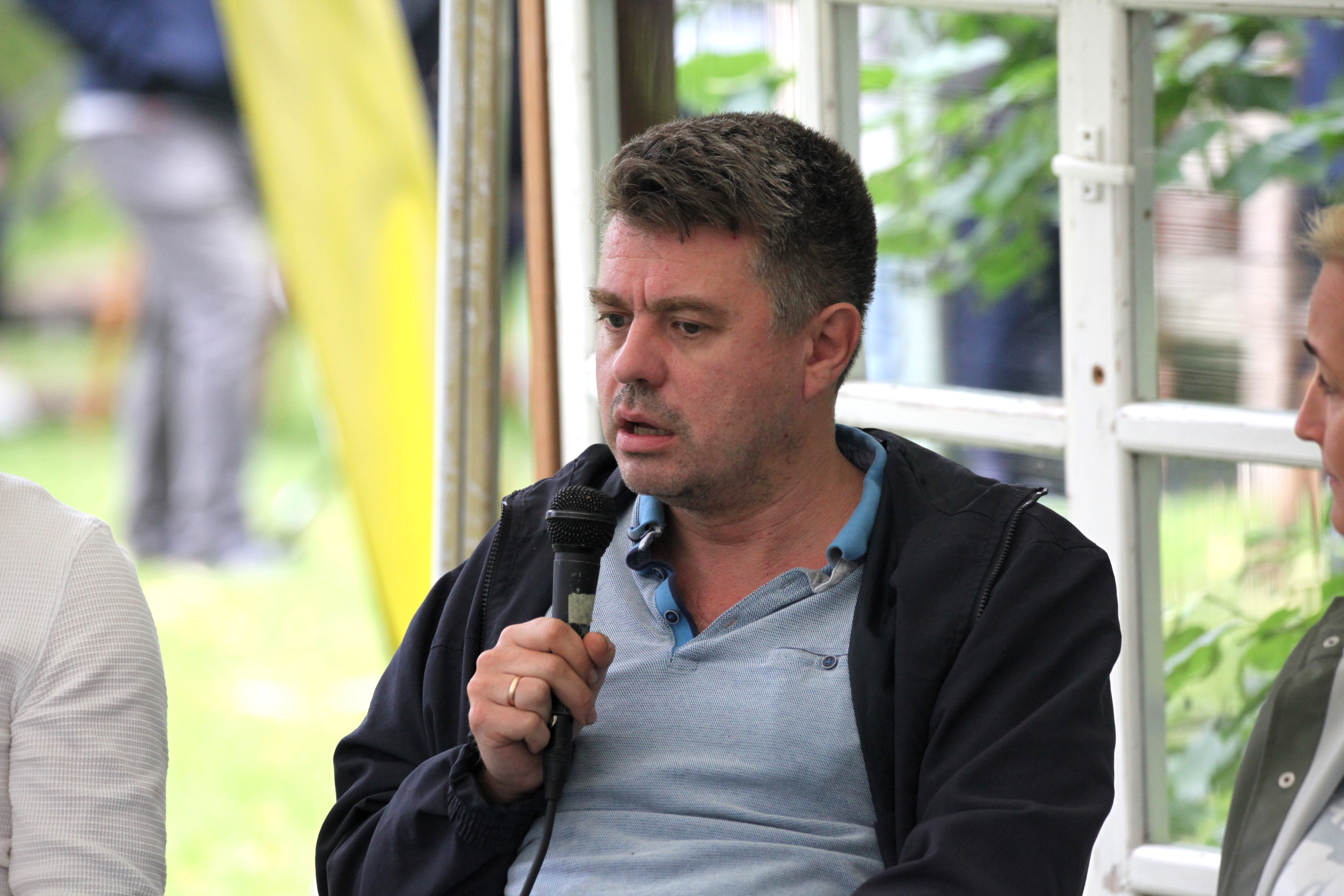
Urmas Reinsalu (2021)

اورماس رینسالو (استونیایی: Urmas Reinsalu؛ زادهٔ ۲۲ ژوئن ۱۹۷۵) سیاست‌مدار اهل استونی است.
وی از سال ۲۰۱۹ تاکنون وزیر امور خارجه استونی، از سال ۲۰۱۵ تا ۲۰۱۹ وزیر دادگستری استونی. و از سال ۲۰۱۲ تا ۲۰۱۴ وزیر دفاع استونی بوده است.